# 佐藤廣士
佐藤 廣士（さとう ひろし、1933年（昭和8年） - ）は、山形県鶴岡市出身の、切り絵作家。

## 略歴
- 1933年（昭和8年）、山形県鶴岡市大山に生れる。
- 1956年（昭和31年）、法政大学社会学部卒業。
  - 東京都内の病院に勤務する。
- 1994年（平成6年）、定年退職して、切り絵のサークル活動をはじめる。
  - 『中山道・板橋宿今昔八景』個展開催。
- 1995年（平成7年）、『板橋宿今昔八景』原画展開催。
- 1996年（平成8年）、『江戸時代の街道と宿場町展』に出展し板橋区文化奨励賞受賞。
- 1997年（平成9年）、『板橋・練馬‐川越街道今昔風景』個展開催。
- 2001年（平成13年）、『庄内の今昔風景と歳時記』個展開催。
  - 画集『切り絵で描く庄内の今昔風景と歳時記』出版。
- 2002年（平成14年）、鶴岡市内で『切り絵で描く庄内の今昔風景と歳時記展』開催。
- 2005年（平成17年）、『学童疎開と庄内の風景』個展開催。
  - 画集『学童疎開があったころ』出版。

## 著作物

### 画集
- 『切り絵で描く庄内の今昔風景と歳時記』 2001 東北出版企画 ISBN 4-88761-017-3
- 『学童疎開があったころ』 2005 自費出版